# عرب‌لو (مشگین‌شهر)
عرب‌لو روستایی است که در استان اردبیل، شهرستان مشگین‌شهر، بخش مرکزی، دهستان دشت قرار دارد.

## جمعیت
بر اساس سرشماری سال ۱۳۸۵ جمعیت این روستا ۵۰۲ نفر با ۱۰۷ خانوار بوده‌است.